# Poppo I. (Würzburg)
Poppo I. († 14./15. Februar 961) war königlicher Kanzler von 931 bis 940 und Bischof von Würzburg von 941 bis zu seinem Tod.
Er war Bruder des Erzbischofs Heinrich I. von Trier († 964) und wohl der Sohn des Grafen Heinrich aus der Familie der fränkischen Babenberger; ein weiterer Bruder war vermutlich Berthold von Schweinfurt, der mächtige Graf im östlichen Franken.
Da seine Tante Hadui die Großmutter König Ottos I. war, bezeichnete Flodoard den Bruder Poppos, Heinrich, als propinquus (Verwandten) des Königs. Wohl nicht zuletzt wegen dieser Verwandtschaft war Poppo von 931 bis 940 Kanzler und ab 941 Bischof von Würzburg.
Bereits im Jahr 940 erhielt Poppo für sein Bistum das Recht, den Bischof selbst zu wählen. Poppo förderte die neu gegründete Domschule durch die Berufung Stephan von Novaras als Scholaster, was zur Folge hatte, dass Poppos Bruder Heinrich und dessen Mitschüler Wolfgang, der spätere Bischof von Regensburg, das Kloster Reichenau verließen und ihre Ausbildung in Würzburg fortsetzten.